# وضعیت زانو قفسه سینه

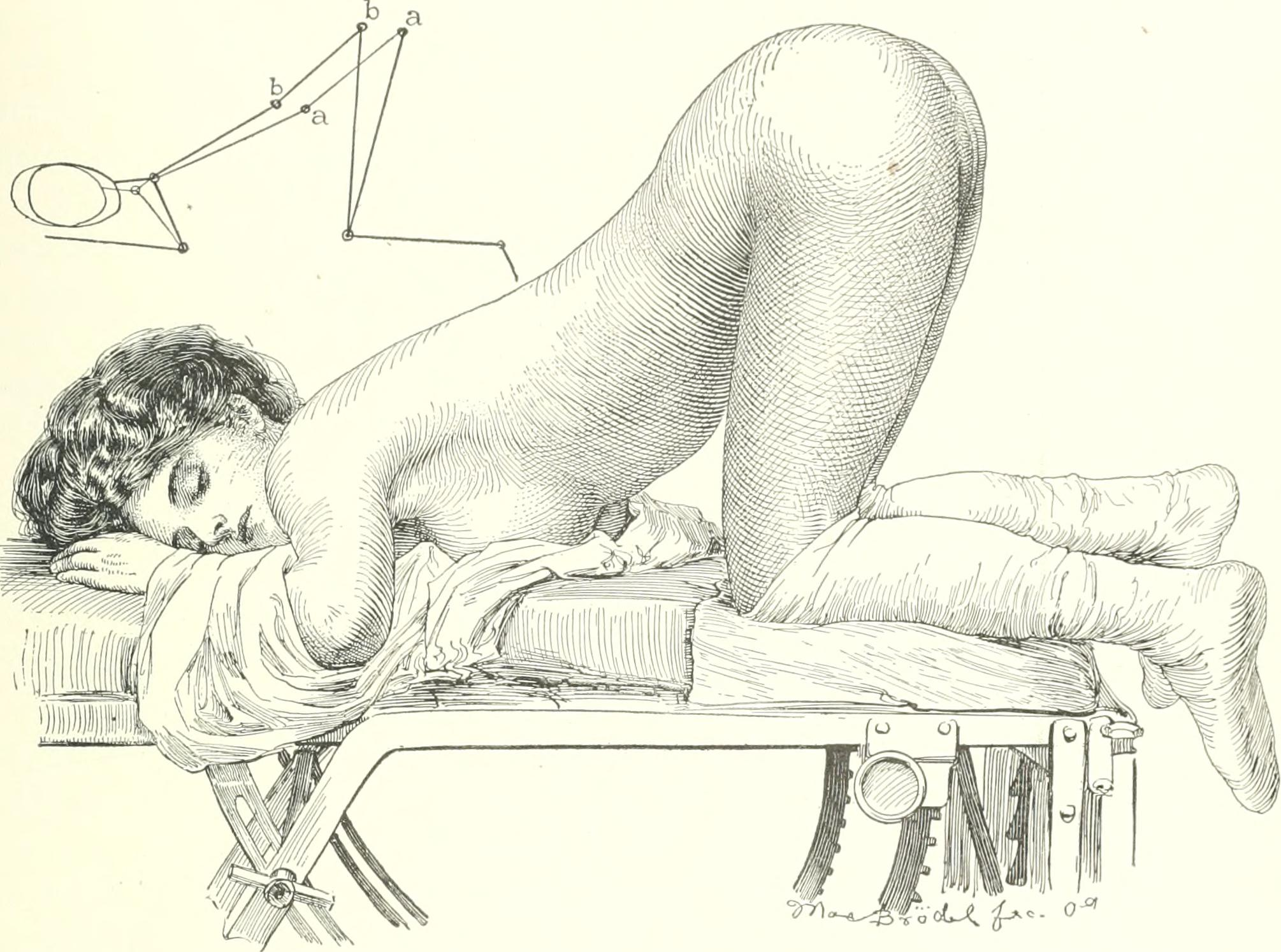
وضعیت زانو قفسه سینه

وضعیت زانو قفسه سینه (به انگلیسی: knee-chest position) که به نوعی همان حالت سجده است موقعیتی است که در موارد مختلف پزشکی از جمله معاینه زنان و جراحی، جراحی ستون فقرات کمر، ترمیم فیستول وزیکو- واژن (VVF) با استفاده از روش نعلبکی سیم، زایمان و زایمان در آنهایی که دارای افتادگی بند ناف هستند تا زمان زایمان توصیه می‌شود، و استفاده از تنقیه بکار برده می‌شود.